# Aviosuperficie Alisoriano
L'Aviosuperficie AliSoriano è un'aviosuperficie italiana situata a Soriano nel Cimino, nel Lazio.
L'intera infrastruttura è utilizzata anche dalla Protezione Civile in quanto trovandosi in una posizione baricentrica rispetto ai comuni attigui è per questo considerata un punto strategico.

## Strutture e dati tecnici
L'aviosuperficie, in erba, è lunga 400 metri e larga 35 metri circa, con orientamento 01/19.
L'orientamento preferenziale per i decolli è il 01, mentre per gli atterraggi il 19.
Il circuito è del tipo standard.